# 一場事件
一場事件（いちばじけん）は、一場靖弘（当時明治大学硬式野球部）に対し、2004年にドラフト自由枠での獲得を目指していたプロ野球の複数球団が「栄養費」との名目で日本学生野球憲章に反して現金を渡していたことが発覚した事件である。
球界再編問題の一部分としても扱われることが多い。

## 概要

### 読売ジャイアンツ
2004年8月13日、読売ジャイアンツが2003年12月からの7か月間、一場に対して“食事代” “交通費” “小遣い”などの名目で数回にわたり総額約200万円の現金を渡していたことを明らかにし、土井誠社長・三山秀昭球団代表を始めとする編成に関与した幹部4人を解任、渡邉恒雄オーナーと堀川吉則会長も引責辞任すると発表した。渡邉オーナーは辞任後、会長に就任してその後も実質的にはオーナーのままであった。
日本学生野球憲章第13条2項は「プロ野球球団への入団を条件とする金品の支給または貸与を受けることを禁ずる」と定めるが、全国高校野球選手権大会・全日本大学野球選手権大会・国民体育大会などで活躍した選手の獲得を巡って、同憲章に抵触する裏金が飛び交っているとの噂は従来から伝わっていた。巨人の発表はこの噂が事実であったことを意味し、社会に大きな衝撃を与えた。この事件を受けて、一場と野球部別府隆彦総監督は金銭授受の事実を認め、一場が8月14日に退部届を提出。別府総監督も8月16日に監督辞任を表明した。
これに対し、根來泰周コミッショナーは8月16日、「事態には厳正に対処する」と表明したものの、過去に遡及しての調査は「各球団の自浄能力に委ねる」と消極的な態度を示し、日本学生野球協会も同日「当該選手は野球部退部によって連盟の傘下から外れており、学生野球憲章に基づく処分の対象とはしない」とした。根來コミッショナーは9月7日に巨人を戒告と、現金500万円または同額の野球用具を野球育成関係団体に寄付させるように命令した。

### 横浜ベイスターズと阪神タイガース
2004年10月21日、一場が先に巨人から現金を受け取った以外に、横浜ベイスターズからも現金を受け取っていたことが発覚した。さらに翌日、阪神タイガースからも金銭を受けていたことを別府が明らかにし、問題は他球団にも波及した。
横浜は2003年12月〜2004年5月の間に総額約60万円を一場に渡したほか、8月下旬に担当スカウトが球団の事情聴取に対し「現金は渡していない」と虚偽の報告を行っていた。また阪神も、2003年12月〜2004年3月の間に総額約25万円を一場に渡していた。阪神の野崎勝義社長は、事件が発覚した際に「うち（阪神）ではそのようなこと（裏金を渡したこと）はない」と虚偽の報告をした。この結果、横浜は球団の砂原幸雄オーナー（TBS会長）がオーナー職を辞任したほか、阪神の久万俊二郎オーナーが辞任したが、当初は辞意を表明していた野崎社長は球団幹部に降格しただけで残った。
2004年12月7日、根來コミッショナーは両球団を戒告と、制裁金については横浜は180万円、阪神が75万円または同額の野球用品を、それぞれ野球育成関係団体に寄付することを求めた。

### 広島東洋カープ
広島東洋カープでも一場に対する金銭授与が発覚したが、支払った金額は交通費2000円（実費補償。実費満額に満たないとも伝わる）だったといわれる。松田元オーナーは「適正な額」と発言し、鈴木清明取締役球団副本部長も「社会通念からかけ離れているようなスカウト活動はやっていない」と断言したため、オーナー辞任には発展しなかった。

### その後
この事件が影響して、金銭を授受しなかった他球団も一場のドラフト指名には消極的だった（事件が発覚した時期がドラフト会議前だっただけに、各球団が戦略を見直す時間が無かったことも一因）。そのため、一場は日本プロ野球入りを断念し、メジャーリーグや中華職業棒球大聯盟に入団することを検討したが、この年の秋に新たに創設された東北楽天ゴールデンイーグルスが即戦力の投手の補強を目指していたため、一場は11月に開催されたドラフト会議において自由獲得枠で東北楽天ゴールデンイーグルスへ入団することになった。 
2005年6月20日、日本野球機構は「新人選手獲得活動において、利益供与は一切行わない」等を柱とした倫理行動宣言を発表し、日本プロ野球側は契約前にアマチュア選手への金銭供与を禁止することとなった。